# Clube Sportivo Mindelense

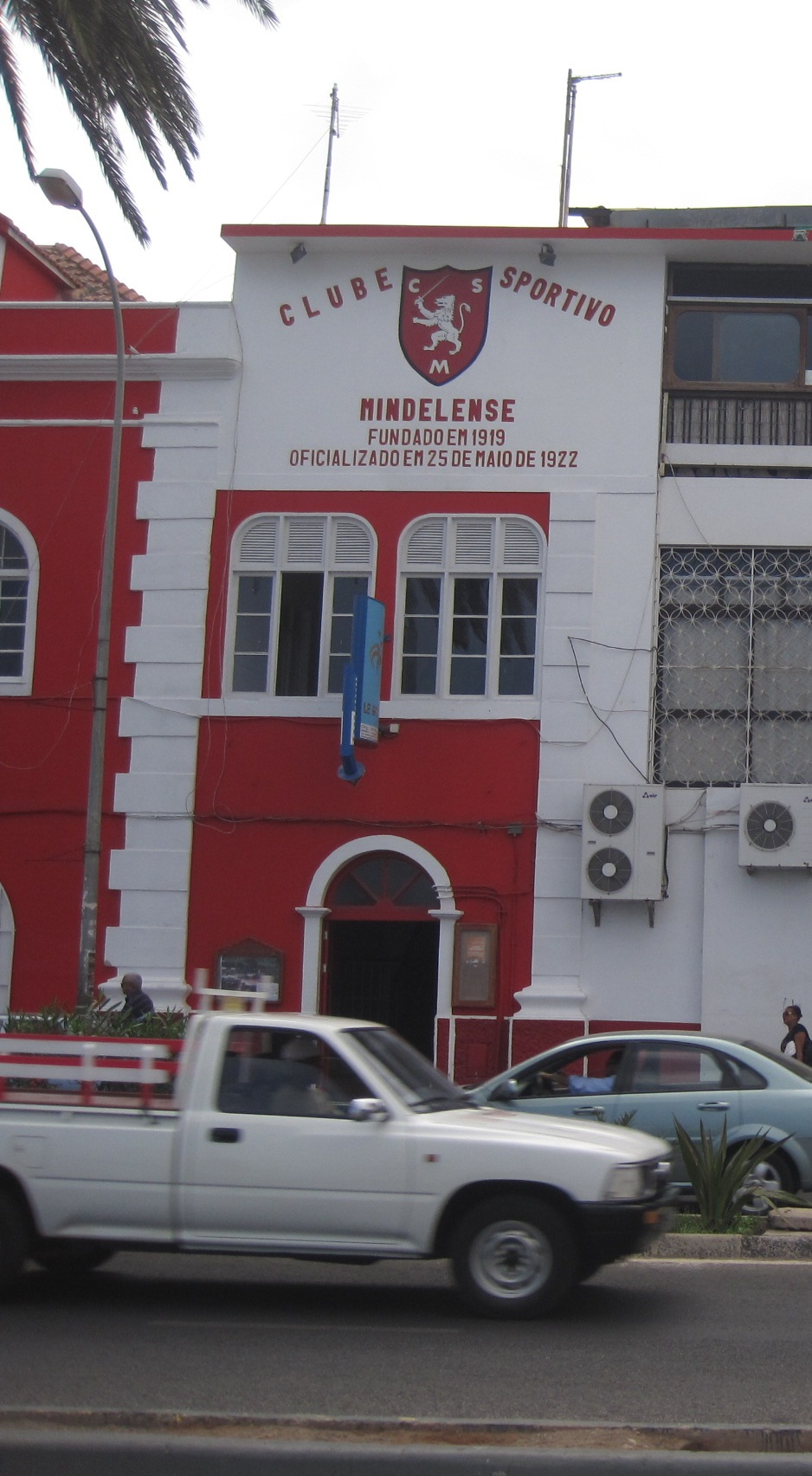
Sede do Clube Sportivo Mindelense

O Clube Sportivo Mindelense (crioulo cabo-verdiano, ALUPEC: Klubi Sportivu Mindelensi, crioulo de São Vicente: Klube Sportiv' ou Clube (KS ou CS) Mindelense)  é um clube multidesportivo da ilha de São Vicente de Cabo Verde.

## História
O clube foi fundado em 8 de outubro de 1919. É o clube mais antigo da ilha de Cabo Verde e de toda a África Ocidental. O clube se tornou centenário no anos de 2019.
Mindelense venceu o seu primeiro título insular em 1937 ou 1938 e o primeiro título nacional em 1976.  O clube possui 22 títulos nacionais e 49 títulos regionais. Além disso, o clube possui três taças regionais, quatro super-taças regionais e dez taças de associações e um super-taça nacional conquistada em 2015.
Mindelenese venceu cinco títulos consecutivos em março de 2019. Em junho de 2019, Mindelense venceu o seu 13º título nacional com vitória sobre GD Oásis Atlântico, o clube foi novamente campeão da ilha do Sal.

## Rivalidades
O Mindelense tem como principais rivais o FC Derby (Clássico Mindelense ou Derbi do Mindelo), Académica e Batuque a nível regional e Sporting Praia a nível nacional.

## Títulos
- Títulos nacional:
  - Campeonato Nacional:

Pré-Independência: 7
1938/39, 1955/56, 1959/60, 1961/62, 1965/66, 1967/68, 1970/71
Desde a Independência: 13
1975/1976, 1976/1977, 1980/1981, 1987/1988, 1989/1990, 1991/1992, 1997/1998, 2010/2011, 2012/2013, 2013/2014, 2014/2015, 2015/2016, 2018-19
- Títulos regionais:
  - Campeonato Regional de São Vicente/Primeira Divisão de São Vicente 49:

Pré-Independência: 25 listado, 26 total
1937?, listado: 1938, 1939, 1940, 1941, 1942, 1943, 1946, 1947, 1950, 1951, 1952, 1954, 1955, 1956, 1957, 1958, 1959, 1960, 1962, 1966, 1968, 1969, 1970, 1971, 1974/75
Desde a Independência: 23
1975/76, 1976/77, 1977/78, 1978/79, 1979/80, 1980/81, 1981/82, 1987/88, 1988/89, 1989/90, 1991/92, 1992/93, 1993/94, 1995/96, 1996/97, 1997/98, 2005/06, 2008/09, 2010/11, 2012/13, 2014/15, 2015/16, 2016-17, 2017-18, 2018-19
- - Taça de São Vicente: 4

2007–08, 2012-13, 2014-15, 2018-19
- - Super Taça de São Vicente: 5

2005–06, 2008–09, 2014/15, 2015/16, 2019
- - Taça da Associação de São Vicente: 10

1999–00, 2002–03, 2004–05, 2005–06, 2007–08, 2008–09, 2012–13, 2017-18, 2018, 2019

## Futebol

### Palmarés
| Escalão | Nº Presenças | Títulos | Melhor Classificação |
| Afr.    | 1            | 0       | Rodada preliminário  |
| I       | 35           | 20      | Campeão              |
| II      | 77-78        | 22      | 1a                   |

### Jogo africano
| Ano     | Competição                | Rodado      | Clube          | Casa       | Visitador |
| ------- | ------------------------- | ----------- | -------------- | ---------- | --------- |
| 1992-93 | CAF Champions League 1993 | Prelminário | ASEC Ndiambour | 3-2 (agg.) |           |

### Classificações

#### Nacionais (fase de grupo)
| Temporada | Div | Pos | Pts    | J | V | E | D | G.M. | G.S. | Diff. | Meias-finais                        |
| 2006      | 1B  | 4   | 6 pts  | 5 | 2 | 0 | 3 | 6    | 7    | -1    |                                     |
| 2009      | 1A  | 2   | 12 pts | 5 | 4 | 0 | 1 | 13   | 14   | +9    |                                     |
| 2011      | 1A  | 1   | 13 pts | 5 | 4 | 1 | 0 | 13   | 1    | +12   |                                     |
| 2012      | 1B  | 3   | 7 pts  | 5 | 2 | 1 | 2 | 10   | 4    | +6    |                                     |
| 2013      | 1A  | 2   | 6 pts  | 5 | 3 | 1 | 1 | 0    | 4    | +5    |                                     |
| 2014      | 1B  | 1   | 12 pts | 5 | 4 | 0 | 1 | 9    | 24   | +7    | Campeão                             |
| 2015      | 1B  | 1   | 15 pts | 5 | 5 | 0 | 0 | 14   | 1    | +13   | Campeão                             |
| 2016      | 1B  | 1   | 11 pts | 5 | 3 | 2 | 0 | 11   | 3    | +8    | Campeão                             |
| 2017      | 1B  | 1   | 13 pts | 6 | 4 | 1 | 1 | 8    | 3    | +5    | Desqualfiicado em jogos semi-finais |
| 2018      | 1A  | 2   | 10 pts | 6 | 2 | 4 | 0 | 6    | 4    | +2    | Finalista                           |
| 2019      | 1A  | 1   | 11 pts | 6 | 3 | 2 | 1 | 8    | 4    | +4    | Campeão                             |

#### Regionais
| Temporada | Div | Pos | Pts    | J  | V  | E | D | G.M. | G.S. | Diff. |
| 2005-06   | 2   | 1   | 31 pts | 14 | 9  | 4 | 1 | 20   | 10   | +10   |
| 2008-09   | 2   | 1   | 36 pts | 14 | 11 | 3 | 0 | 27   | 4    | +23   |
| 2010-11   | 2   | 1   | 38 pts | 14 | 12 | 2 | 0 | 34   | 4    | +30   |
| 2011-12   | 2   | 2   | 32 pts | 14 | 10 | 2 | 2 | 25   | 8    | +17   |
| 2012-13   | 2   | 1   | 40 pts | 14 | 13 | 1 | 0 | 32   | 3    | +29   |
| 2013-14   | 2   | 2   | 31 pts | 14 | 10 | 1 | 3 | 37   | 14   | +23   |
| 2014-15   | 2   | 1   | 38 pts | 14 | 12 | 2 | 0 | 36   | 7    | +29   |
| 2015-16   | 2   | 1   | 30 pts | 14 | 9  | 3 | 2 | -24  | 7    | -+17  |
| 2016-17   | 2   | 1   | 32 pts | 14 | 9  | 5 | 0 | 27   | 9    | +18   |
| 2017-18   | 2   | 1   | 34 pts | 14 | 10 | 4 | 0 | 20   | 6    | +14   |
| 2018-19   | 2   | 1   | 36 pts | 14 | 11 | 3 | 0 | 33   | 11   | +22   |

#### Taças de associações
| Temporada | Div | Pos | Pts    | J | V | E | D | G.M. | G.S. | Diff. |
| 2008      | 2   | 1   | 17 pts | 7 | 5 | 2 | 0 | 15   | 5    | +10   |
| 2010      | 2   | 2   | 12 pts | 7 | 3 | 3 | 1 | 13   | 8    | +5    |
| 2016–17   | 2   | 3   | 15 pts | 7 | 4 | 3 | 0 | 10   | 15   | -5    |
| 2017      | 2   | 1   | 19 pts | 7 | 6 | 1 | 0 | 13   | 2    | +11   |
| 2018      | 2   | 1   | 15 pts | 7 | 4 | 3 | 0 | 10   | 3    | +7    |
| 2019      | 2   | 1   | 17 pts | 7 | 5 | 2 | 0 | 15   | 5    | +10   |

### O clube naTaça de Portugalem tempo colonial
| Ano  | Competição               | Rodado    | Clube       | Jogo |
| ---- | ------------------------ | --------- | ----------- | ---- |
| 1971 | Taça de Portugal de 1971 | 1/8 final | Sporting CP | 0-21 |

## Estatísticas
- Melhor posição: Fase preliminário (continental)
- Melhor posição nas competições das taças/copas: 1a (regional)
- Melhor gols totais na temporada, nacional: 14 (temporada regular), 18 (total)
- Melhor pontos totais na temporada: 15 (nacional)
- Apresentadas em campeonatos regionais: 85/86
- Apresentadas em taças regionais: 18
- Apresentadas em taças das associaões (torneios das aberturas): 18